# Херман Франц Карл фон Мандершайд-Кайл
Херман Франц Карл фон Мандершайд-Кайл (на немски: Hermann Franz Carl von Manderscheid-Kail; * ок. 1640; † 30 април 1686) е граф на Мандершайд, господар в Кайл (1653 – 1686) в Рейнланд-Пфалц.

## Произход
Той е син (12 дете от 15 деца) на граф Филип Дитрих фон Мандершайд-Кайл (1596 – 1653) и съпругата му графиня Елизабет Амалия фон Льовенхаупт-Фалкенщайн (1607 – 1647), дъщеря на леля му по майчина линия Магдалена фон Мандершайд-Вирнебург (1574 – 1639) и граф Стен Акселинпойка фон Льовенхаупт-Флакенщайн (1586 – 1645).

## Фамилия
Херман Франц Карл се жени на 24 август 1663 г. за вилд и рейнграфиня Мария Агата фон Кирбург (* април 1641; † 17 декември 1691), дъщеря на граф и вилд-рейнграф Георг Фридрих фон Салм-Кирбург (1611 – 1681) и графиня Анна Елизабет фон Щолберг-Ортенберг (1611 – 1671). Те имат 12 деца:
- Анна Фридерика Елизабет (* 24 юни 1664; † 1723)
- Карл Франц Лудвиг фон Мандершайд-Кайл (* април 1665; † 9 декември 1721), женен за Мария Катарина Шарлота фон Валенрот (* 1648; † 4 април 1726); нямат деца
- Ернст Доминикус Салентин (* 1667; † 10/31 декември 1721)
- Мария Юлиана (* 1668 – ?)
- Максимилиан Филип Дитрих (* 1669; † 29 юни/31 август 1727, Щрасбург)
- Катарина Филипина Агата (* 1670; † 1670/1680)
- Анна Салома Франциска (* 1671; † 8 декември 1739, Кьолн)
- Лудвиг (* 1672; † сл. 1698)
- Леополд Вилхелм (* 1 февруари 1674; † 1674/1685)
- Ойген Филип (* 11 май 1675; † 1675/1685)
- Филип Хуго фон Мандершайд-Кайл (* 1676; † пр. 20 май 1720), женен на 19 март 1719 г. в Алденховен за принцеса Елеонора Фердинанда фон Турн и Таксис (* ок. 1685; † 22 декември 1721, Аахен); нямат деца
- Волфганг Хайнрих Вилхелм фон Мандершайд-Кайл (* 29 юни 1678; † 17 юли 1742), женен за Мария Анна фон Валдбург-Цайл (* 6 май/юни 1696; † 2/20 февруари 1762); имат една дъщеря